# 11429 Demodokus
11429 Demodokus è un asteroide troiano di Giove del campo greco. Scoperto nel 1960, presenta un'orbita caratterizzata da un semiasse maggiore pari a 5,2542935 UA e da un'eccentricità di 0,0277052, inclinata di 17,08242° rispetto all'eclittica.
L'asteroide è dedicato a Demodoco, l'aedo della corte di Alcinoo.